# Joan Jett
Joan Marie Larkin (Wynnewood, 22 de setembro de 1958), conhecida pelo seu nome artístico, Joan Jett, é uma cantora, compositora, guitarrista, baixista, produtora musical e atriz norte-americana, descrita como uma das mulheres mais importantes da história do rock, atingindo o auge nos anos 70 ao lado das suas companheiras de banda The Runaways, e também em carreira solo durante os anos 80 e 90. Além de ser conhecida e constantemente citada como a Rainha do Rock. em 2003, Joan Jett foi nomeada pela Rolling Stone a 67ª melhor guitarrista de todos os tempos. Ela é uma das duas mulheres da lista, a outra é Joni Mitchell, que ocupa a 75º posição.
Ela é conhecida mundialmente principalmente pela canção "I Love Rock 'n Roll", que ficou no 1º lugar da Billboard de 30 de março até 1 de maio de 1982, além de ser considerada pela Billboard a 28ª melhor música de todos os tempos. Também é conhecida por outros hits, como "Bad Reputation", "I Hate Myself For Loving You", "Crimson and Clover", "Little Liar", "Do You Wanna Touch Me", "Light of Day", "Love is All Around" e "Everyday People".

## Carreira e biografia
Joan Jett nasceu em Wynnewood, um subúrbio de Filadélfia, Pensilvânia. Ela se mudou para Wheaton, Maryland em 1967, mas saiu do Wheaton High School aos 15 anos para seguir a carreira musical. Ela mudou-se para Los Angeles, Califórnia e passou a frequentar o Taft High School em Woodland Hills.

### The Runaways
Joan Jett foi a fundadora do The Runaways juntamente com a baterista Sandy West. Joan Jett era vocalista e guitarrista base da banda.
No primeiro semestre de 2010, estreou o filme The Runaways. O filme conta a história do início da banda e de seu fim conturbado por Cherie Currie, decorrente do uso abusivo de drogas dela e de toda a banda - todas eram menores de idade. O papel de Joan foi interpretado pela atriz Kristen Stewart e o papel de Cherie foi interpretado pela atriz Dakota Fanning.

### Carreira solo
Em 1979, Joan Jett começou a carreira solo. Ela gravou três músicas com os Sex Pistols Paul Cook e Steve Jones (uma delas era uma versão cover da música "I Love Rock 'n Roll", escrita e gravada originalmente pelos The Arrows). Enquanto trabalhava no projeto em 1979, Joan Jett conheceu o compositor e produtor Kenny Laguna, que ajudou ela a compor as músicas. Eles se tornaram amigos e decidiram trabalhar juntos.
O álbum de Jett foi intitulado com o nome dela e lançado no dia 17 de maio de 1980. O álbum foi rejeitado por 23 gravadoras, então Jett e Laguna lançaram o álbum independente na gravadora deles Blackheart Records. Joan Jett se tornou a 1ª mulher a começar sua própria gravadora.

### Joan Jett & the Blackhearts

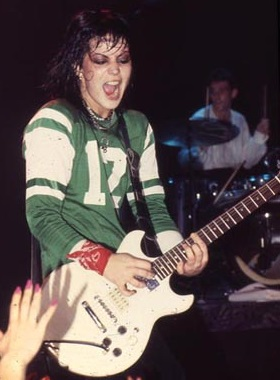
Joan Jett nos anos 80.

Com ajuda de Laguna, em 1980, Joan Jett formou o The Blackhearts. Em 1981, Joan Jett relançou o álbum Joan Jett com o nome de Bad Reputation pela Boardwalk Records. Depois de um ano de turnês e gravações, a banda lançou o seu primeiro álbum chamado I Love Rock 'n Roll que foi sucesso mundial, no mesmo ano eles lançam o single com o mesmo nome do álbum, a música "I Love Rock 'n Roll" é considerada pela Billboard, a 28ª maior música de todos os tempos.
Em 2015, participou de um projeto com a cantora Miley Cyrus.

### Atuação

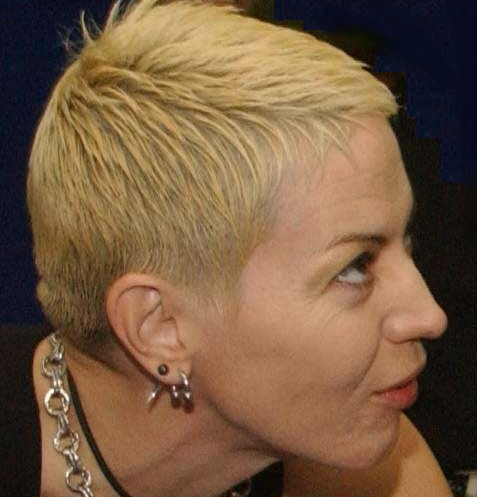
Joan Jett em 2003.

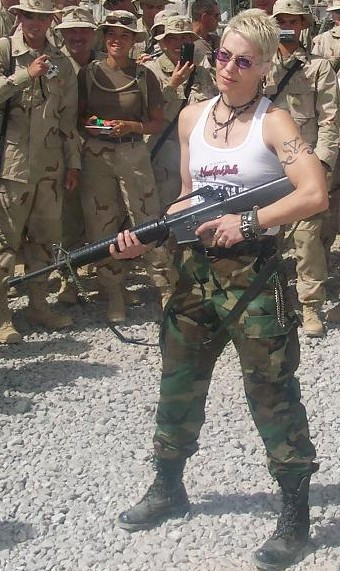
Joan Jett vestida de soldado.

A primeira aparição de Jett como atriz, foi em 1981, em um concerto ao vivo com os Blackhearts no filme Urgh! A Music War, performando "Bad Reputation". Joan Jett fez sua estréia como atriz em 1987, no filme Light of Day, co-estrelado por Gena Rowlands e Michael J. Fox. Ela apareceu em filmes independentes como The Sweet Life e Boogie Boy.
Em 1992, ela atuou como convidada, em um episódio da primeira temporada da série de televisão Highlander.
Em 1997, ela atuou no sitcom Ellen no episódio "Olá Muddah, Olá Faddah", Jett cantou a música título.
Em 1999, Freaks and Geeks usou a canção "Bad Reputation" como tema de abertura.
Em 2000, ela apareceu na produção de The Rocky Horror Show no papel de Columbia.
Em 2001, ela apareceu no filme By Hook or by Crook,  papel de uma entrevistada.
De 2000 a 2003, Jett ficou hospedada em uma vitrine do novo curta-metragem e vídeo Independent Eye em Maryland Public Television.
Em 2008, ela fez uma participação especial no filme de terror Repo! The Genetic Opera. Ela também apareceu no episódio "Reunion" de Law & Order: Criminal Intent.
Em 2010, a música I Love Rock N 'Roll (originalmente do The Arrows) no final do filme The Runaways, na versão de Joan Jett & The Blackhearts. O filme é baseado em sua vida e a vida de Cherie Currie, como se juntou ao grupo.

### Outros trabalhos
Joan Jett é muito fã de esportes e está ativamente envolvida. Sua versão de "Love Is All Around" (tema principal do show Mary Tyler Moore) se tornou um hino dos esportes femininos e foi usado pela NCAA, para promover a Women's Final Four e a canção "Unfinished Business". Joan Jett forneceu as músicas para a estréia do ESPN X Games e colaborou com a sua música em todos os jogos desde então.

## Discografia
Como Joan Jett
- Joan Jett (1980); relançado como Bad Reputation (1981)
- The Hit List (1990)

Com o The Blackhearts
- I Love Rock 'n' Roll (1981)
- Album (1983)
- Glorious Results of a Misspent Youth (1984)
- Good Music (1986)
- Up Your Alley (1988)
- Notorious (1991)
- Pure and Simple (1994)
- Naked (2004)
- Sinner (2006)
- Unvarnished (2013)